# Zosia Mamet
Pour les articles homonymes, voir Mamet.
Zosia Mamet, née le 2 février 1988 à Randolph (Vermont), est une chanteuse et actrice américaine. Elle a fait quelques apparitions dans des séries telles Mad Men, School of Rock, United States of Tara et Parenthood. Elle est connue pour son rôle de Shoshanna Shapiro dans la série Girls, diffusée sur HBO.
Zosia Mamet fait également partie du groupe Chacha,.

## Biographie
Zosia Russell Mamet est née à Randolph (Vermont). Elle est la fille de David Mamet et Lindsay Crouse. Elle a une sœur, Willa, ainsi qu'une demi-sœur, Clara, et un demi-frère, Noah. Elle est également par sa mère la petite-fille du dramaturge Russel Crouse et l'arrière-petite-fille de l'écrivain John Erskine.
Elle se considère comme appartenant à la communauté juive,.
Elle vit en Nouvelle-Angleterre jusqu'à l'âge de cinq ans, puis sa mère déménage avec elle et Willa à Pacific Palisades (Los Angeles), en Californie. Après ses études secondaires, elle commence sa carrière d'actrice.
En mai 2013, Zosia et sa sœur Clara lancent un projet de financement participatif sur le site de Kickstarter. La levée de fonds est prévue pour une durée de 11 jours. Les sœurs Mamet y demandent 32 000 USD ($) pour réaliser une vidéo pour leur chanson Bleak Love. Fortement critiqué, le projet est un échec, ne recueillant qu'environ 3 000 $,,.

### Vie privée
Elle est mariée à l'acteur Evan Jonigkeit depuis 2016.

## Filmographie

### Cinéma

#### Longs métrages
- 1997 : Colin Fitz de  Robert Bella : Une fan perdue
- 2004 : Spartan de David Mamet : Une bédouine
- 2009 : Off the Ledge (en) de Brooke Anderson : Jenny
- 2010 : Tout va bien ! The Kids Are All Right (The Kids Are All Right) de Lisa Cholodenko : Sasha
- 2010 : Cherry de Jeffrey Fine : Darcy
- 2010 : Greenberg de Noah Baumbach : Un fille à une fête
- 2012 : Sunset Stories de Silas Howard et Ernesto Foronda : Bethany
- 2012 : Rhymes with Banana de Peter Hutchings et Joseph Muszynski : Z
- 2013 : The Last Keepers de Maggie Greenwald et Ilker Can Karagulle : Rhea Carver
- 2015 : Bleeding Heart de Diane Bell : Shiva
- 2015 : Emily & Tim d'Eric Weber et Sean Devaney : Emily Hanratty (segment Attraction)
- 2016 : Le Teckel (Wiener-Dog) de Todd Solondz : Zoe
- 2016 : Goldbricks in Bloom de Danny Sangra : Cleo
- 2017 : Kate Can't Swim de Josh Helman : Lily
- 2017 : The Boy Downstairs de Sophie Brooks : Diana
- 2017 : Last Call de Steven Bernstein : Penny
- 2018 : Under the Silver Lake de David Robert Mitchell : Troy
- 2022 : Alone Together de Katie Holmes : Margaret
- 2023 : Les Trolls 3 (Trolls Band Together) de Walt Dohrn : Crimp (voix)
- 2023 : Molli and Max in the Future de Michael Lukk Litwak : Molli
- 2024 : Madame Web de S. J. Clarkson
- 2026 : Artificial de Luca Guadagnino

#### Courts métrages
- 2009 : Half Truth de Wade Gasque : Une fille
- 2010 : Miss USA's Sexy Halloween de Felipe Torres Urso : Beatrice
- 2011 : Snuggle Bunny : Man's Most Lovable Predator de Joe Leonard : La fille
- 2016 : Mildred & The Dying Parlor d'Alexander H. Gayner : Tutti
- 2022 : Whiling d'Evan Jonigkeit : La femme

### Télévision

#### Séries télévisées
- 2006-2007 : The Unit : Commando d'élite (The Unit) : Christine Ross
- 2010 : United States of Tara : Courtney
- 2010-2011 : Parenthood : Kelsey
- 2010-2012 : Mad Men : Joyce Ramsay
- 2012-2017 : Girls : Shoshanna Shapiro
- 2013 : High School USA! : Amber Lamber
- 2014-2015 : Regular Show : Celia (voix)
- 2015 : American Dad ! : Mary (voix)
- 2015 : Les Simpson (The Simpsons) : L'amie de Candace (voix)
- 2016 / 2018 : Unbreakable Kimmy Schmidt : Sue Thompstein
- 2016-2019 : Star Butterfly (Star vs. the Forces of Evil) : Hekapoo (voix)
- 2017 : You're the Worst : Heidi
- 2019 : Les Chroniques de San Francisco (Tales of the City) : Claire Duncan
- 2019 : Stumptown : Katrina / Kaytlin / Kendra
- 2019-2021 : Dickinson : Louisa May Alcott
- 2020-2022 : The Flight Attendant : Annie Mouradian
- 2024 : Le Décaméron : Pampinea
- 2025 : Laid : AJ

#### Téléfilms
- 1994 : Parallel Lives de Linda Yellen : Shannon
- 2009 : War Wolves de Michael Worth : Rudy
- 2016 : Once Upon a Sesame Street Christmas de Matt Vogel : Bella